# Hypocrita arcaei
Hypocrita arcaei là một loài bướm đêm thuộc phân họ Arctiinae, họ Erebidae.